# Kostel svatého Kříže (Audru)
Kostel svatého Kříže (estonsky Püha Risti kirik) je luteránský kostel v Audru v Estonsku. Je kulturní památkou Estonska.

## Historie
V první polovině 17. století byl postaven dřevěný kostel pod patronací hraběnky Magdaleny von Thurn. Byl vysvěcen 9. října 1636 a zasvěcen svatému Kříži.
Zděný kostel svatého Kříže byl postaven v letech 1677–1680 pod patronací Magnuse Gabriela de la Gardie, který nechal postavit na 37 kostelů ve Švédsku. Větší opravy kostela proběhly v letech 1834, 1872 a 1911. V roce 2008 byla vydána poštovní známka s vyobrazením kostela.

## Architektura
Kostel je gotická kamenná omítaná jednolodní stavba s vysokou věží v průčelí, která je ukončena štíhlou stanovou střechou. Kněžiště má čtyřboký půdorys. Kamenná věž byla přistavěna v roce 1715 a nahradila věž dřevěnou. Ve věži visí zvon z roku 1894, který byl vyroben v Bochumi v Německu. Vysoký je 0,7 m  a nese nápis: GEG. V. BOCHUMER VEREIN BOCHUM 1894.
Loď je zaklenuta zrcadlovým stropem. Na západní straně leží na toskánských sloupech kruchta pro varhany, které vyrobil estonský varhanář Carl Georg Thal v roce 1843. Vybavení interiéru – kněžiště, kazatelny, oltářní stěny, vyřezávaných lavic a varhan – pochází z 19. století.
Kazatelna z první poloviny 19. století je vyrobena z dubového dřeva. Na tordovaném sloupu je polygonální řečniště zdobené sedmi tordovanými polosloupky. Nad řečništěm je osmiboká stříška.
Oltářní obraz Kristus na kříži od Gustava Biermanna pochází z roku 1872.
Na jižní stěně kněžiště se nachází vitrážové dvojokno s erby rodů Pilar von Pilhau a Ungern-Sternberg vyrobené kolem roku 1892 drážďanským řemeslníkem Brunem Urbanem.

## Hřbitov
Na hřbitově se nachází jediné arboretum v Estonsku, které obklopuje kostel. Arboretum bylo založeno v letech 1970–1996 Raimondem Erikem Prentselem (1927-1994). Rozloha arboreta je asi 2,1 ha a je památkově chráněno. K roku 1998 zde rostlo na 268 druhů stromů, které jsou v estonských parcích vzácné. V roce 2019 bylo napočítáno na 227 druhů dřevin, z nichž 27 původních a 200 nepůvodních. Je zde např. jedle jehlicová, smrk ajanský, jedle mandžuská, jilm americký (Ulmus americana), jilm sibiřský (Ulmus pumila), jilm habrolistý, bříza žlutá, dub mongolský, jedle Fraserova, borovice lesní či borovice korejská (Pinus koraiensis).
Kromě této dendrologické zahrady se na hřbitově dále nachází:
- pamětní kámen zakladatele arboreta Raimonda Erika Prentsela
- kamenná deska připomínající skladatele a sbormistry bratry Alexandra Kunileioua a Friedricha Augusta Saebelmanna, zakladatelé estonské národní sborové hudby. Jejich otec byl farním úředníkem a ředitelem školy v Audru.[2]